# San Sebastian Loma Linda
San Sebastian Loma Linda är en ort i Mexiko.   Den ligger i kommunen San Juan del Río och delstaten Querétaro Arteaga, i den sydöstra delen av landet, 130 km nordväst om huvudstaden Mexico City. San Sebastian Loma Linda ligger 2 231 meter över havet och antalet invånare är 136.
Terrängen runt San Sebastian Loma Linda är platt åt nordost, men åt sydväst är den kuperad. Terrängen runt San Sebastian Loma Linda sluttar norrut. Runt San Sebastian Loma Linda är det ganska tätbefolkat, med 179 invånare per kvadratkilometer. Närmaste större samhälle är San Juan del Río, 15,6 km norr om San Sebastian Loma Linda. I omgivningarna runt San Sebastian Loma Linda växer huvudsakligen savannskog.